# Chris Finnegan
Pour les articles homonymes, voir Finnegan.
Chris Finnegan est un boxeur britannique né le 5 juin 1944 à Iver Heath, Angleterre, et mort le 2 mars 2009, d'une pneumonie.

## Carrière
Champion olympique aux Jeux de Mexico en 1968 dans la catégorie poids moyens, il passe professionnel la même année et devient champion britannique des mi-lourds le 24 janvier 1971 en battant Eddie Avoth par arrêt de l'arbitre à la 15e reprise. Il remporte également le titre européen le 1er février 1972 aux dépens de Conny Velensek mais échoue en championnat du monde face à Bob Foster le 26 septembre 1972 à Wembley. Finnegan met un terme à la carrière en 1975 non sans avoir récupéré sa ceinture britannique lors de son dernier combat face à Johnny Frankham.

## Distinctions
- Chris Finnegan est membre de l'Empire britannique depuis 1969.
- Foster - Finnegan est élu combat de l'année en 1972 par Ring Magazine.